# John Lyons (Sprachwissenschaftler)
Sir John Lyons (* 23. Mai 1932 in Stretford, Vereinigtes Königreich; † 12. März 2020 in Vichy, Frankreich) war ein britischer Sprachwissenschaftler.
Lyons wurde am 23. Mai 1932 in Stretford, Vereinigtes Königreich geboren. Von 1950 bis 1953 studierte Lyons an der Universität Cambridge classical studies. Von 1964 bis 1976 war er Professor für Allgemeine Linguistik an der Universität Edinburgh. Von 1976 bis 1984 lehrte er als Professor der Linguistik an der Universität Sussex. Von 1984 bis zu seinem Ruhestand im Jahr 2000 war er Master der Trinity Hall in Cambridge. Nach seinem Ruhestand lebte Lyons bis zu seinem Tod im Jahr 2020 in Frankreich. 
Lyons war ein bedeutender Vertreter der Allgemeinen Linguistik. Seine Forschungsschwerpunkt lag in der allgemeinen Grammatik und der Semantik. Die beiden einflussreichsten Werke sind die Introduction to theoretical linguistics von 1968, die einer ganzen Generation von Sprachwissenschaftlern als Einführungswerk gedient hat, und seine umfassende Behandlung der Semantik (1977). Mit der philosophisch begründeten Typologie verschiedener Modalitäten in einem Kapitel des letzteren Werks hat Lyons die moderne Forschung im Bereich der Modalität eingeleitet. Seine Werke Einführung in die moderne Linguistik, Die Sprache und Chomsky wurden im Deutschen Sprachraum mehrfach verlegt.

## Ehrungen
- 1987 wurde er für seine Verdienste als Linguist in den Adelsstand erhoben.

## Veröffentlichungen (Auswahl)
- New Horizons in Linguistics. Penguin, Harmondsworth 1970.

übersetzt als: Neue Perspektiven in der Linguistik. Rowohlt, Reinbek 1985, ISBN 3-499-21066-5.
- Noam Chomsky. Viking, New York 1970.

übersetzt als: Noam Chomsky. Üb. von Manfred Immler. dtv, München 1971, ISBN 978-3-423-00770-2.
- Introduction to theoretical linguistics. Cambridge University Press,  1971, ISBN 0-521-05617-9.

übersetzt als: Einführung in die moderne Linguistik. Beck, München 1989, ISBN 3-406-34222-1.
- Semantics. 2 Bände. Zusammen mit Frank R. Palmer Cambridge University Press, New York 1977, ISBN 0-521-21473-4 und ISBN 0-521-21560-9.

übersetzt als: Semantik. Beck, München 1980, ISBN 3-406-05272-X (Band I) und 1983, ISBN 3-406-07953-9 (Band II).
- Language and Linguistics: an introduction. Cambridge University Press, 1981, ISBN 0-521-23034-9.

übersetzt als: Die Sprache. Beck, München 1983, ISBN 3-406-09400-7.
- Linguistic Semantics: an introduction. Cambridge University Press, 1995, ISBN 0-521-43877-2.